# Élections législatives de 1986 à La Réunion
Les élections législatives françaises de 1986 ont lieu le 16 mars. Dans le département de La Réunion, cinq députés sont à élire dans le cadre d'un scrutin proportionnel par liste départementale à un seul tour.

## Élus
| Député élu           |  | Parti         |
| -------------------- |  | ------------- |
| Michel Debré         |  | RPR           |
| Jean-Paul Virapoullé |  | UDF (CDS)     |
| Paul Vergès          |  | PCR           |
| Élie Hoarau          |  | PCR           |
| André Thien Ah Koon  |  | Divers droite |

## Listes en présence

### Parti communiste réunionnais
| N° | Candidats         | Parti | Parti | Principales fonctions                                      |
| -- | ----------------- | ----- | ----- | ---------------------------------------------------------- |
| 01 | Paul Vergès       |       | PCR   | Député européen, conseiller régional et maire du Port      |
| 02 | Élie Hoarau       |       | PCR   | Conseiller général et maire de Saint-Pierre                |
| 03 | Laurent Vergès    |       | PCR   | Conseiller régional et conseiller municipal de Saint-André |
| 04 | Claude Hoarau     |       | PCR   | Conseiller régional et maire de Saint-Louis                |
| 05 | Alexis Pota       |       | PCR   | Conseiller régional et conseiller municipal de Saint-Paul  |
|    |                   |       |       |                                                            |
| 06 | Camille Dieudonné |       | PCR   |                                                            |
| 07 | Angelo Lauret     |       | PCR   | Troisième adjoint au maire de Petite-Île                   |

### Parti socialiste
| N° | Candidats       | Parti | Parti | Principales fonctions                                                              |
| -- | --------------- | ----- | ----- | ---------------------------------------------------------------------------------- |
| 01 | Wilfrid Bertile |       | PS    | Député sortant, conseiller régional, conseiller général et maire de Saint-Philippe |
| 02 |                 |       | PS    |                                                                                    |
| 03 |                 |       | PS    |                                                                                    |
| 04 |                 |       | PS    |                                                                                    |
| 05 |                 |       | PS    |                                                                                    |
|    |                 |       |       |                                                                                    |
| 06 |                 |       | PS    |                                                                                    |
| 07 |                 |       | PS    |                                                                                    |

### Divers gauche
| N° | Candidats       | Parti | Parti | Principales fonctions            |
| -- | --------------- | ----- | ----- | -------------------------------- |
| 01 | Joseph Varondin |       | DVG   | Adjoint au maire de Sainte-Marie |
| 02 |                 |       | DVG   |                                  |
| 03 |                 |       | DVG   |                                  |
| 04 |                 |       | DVG   |                                  |
| 05 |                 |       | DVG   |                                  |
|    |                 |       |       |                                  |
| 06 |                 |       | DVG   |                                  |
| 07 |                 |       | DVG   |                                  |

### Opposition (RPR-UDF)
| N° | Candidats             | Parti | Parti   | Principales fonctions                                                    |
| -- | --------------------- | ----- | ------- | ------------------------------------------------------------------------ |
| 01 | Michel Debré          |       | RPR     | Député sortant, conseiller général et maire d'Amboise (Indre-et-Loire)   |
| 02 | Jean-Paul Virapoullé  |       | UDF-CDS | Conseiller régional, conseiller général et maire de Saint-André          |
| 03 | André-Maurice Pihouée |       | RPR     | Conseiller général et conseiller municipal de Saint-Pierre               |
| 04 | Auguste Legros        |       | RPR     | Conseiller général, président du conseil général et maire de Saint-Denis |
| 05 | Christophe Kichenin   |       | UDRP    | Conseiller général et adjoint au maire de Saint-Paul                     |
|    |                       |       |         |                                                                          |
| 06 | Rieul Lauret          |       | RPR     | Conseiller général et maire de Trois-Bassins                             |
| 07 | Céline Boyer          |       | DVD     |                                                                          |

### Divers droite (FRA)
| N° | Candidats           | Parti | Parti | Principales fonctions                       |
| -- | ------------------- | ----- | ----- | ------------------------------------------- |
| 01 | André Thien Ah Koon |       | DVD   | Conseiller général et maire du Tampon       |
| 02 | Pierre Lagourgue    |       | DVD   | Président du conseil régional               |
| 03 | Jean-Marc Bénard    |       | DVD   | Pharmacien                                  |
| 04 | Guy Hoarau          |       | DVD   | Maire de Saint-Joseph                       |
| 05 | Fred K'Bidy         |       | DVD   | Conseiller général                          |
|    |                     |       |       |                                             |
| 06 | Bertho Audifax      |       | DVD   | Conseiller régional                         |
| 07 | José Pinna          |       | DVD   | Conseiller général et maire de L'Étang-Salé |

### Divers droite (UMIN)
| N° | Candidats        | Parti | Parti | Principales fonctions              |
| -- | ---------------- | ----- | ----- | ---------------------------------- |
| 01 | Daniel Ramassamy |       | DVD   | Fonctionnaire des Services fiscaux |
| 02 |                  |       | DVD   |                                    |
| 03 |                  |       | DVD   |                                    |
| 04 |                  |       | DVD   |                                    |
| 05 |                  |       | DVD   |                                    |
|    |                  |       |       |                                    |
| 06 |                  |       | DVD   |                                    |
| 07 |                  |       | DVD   |                                    |

### Front national
| N° | Candidats  | Parti | Parti | Principales fonctions |
| -- | ---------- | ----- | ----- | --------------------- |
| 01 | M. Lejeune |       | FN    |                       |
| 02 |            |       | FN    |                       |
| 03 |            |       | FN    |                       |
| 04 |            |       | FN    |                       |
| 05 |            |       | FN    |                       |
|    |            |       |       |                       |
| 06 |            |       | FN    |                       |
| 07 |            |       | FN    |                       |

## Résultats

### Résultats à l'échelle du département
| Liste Parti politique | Liste Parti politique                                                                           | Tête de liste       | Tour unique | Tour unique | Sièges |
| Liste Parti politique | Liste Parti politique                                                                           | Tête de liste       | Voix        | %           | Sièges |
| --------------------- | ----------------------------------------------------------------------------------------------- | ------------------- | ----------- | ----------- | ------ |
|                       | Liste d'union départementaliste Rassemblement pour la République (UDF)                          | Michel Debré        | 73 868      | 36,87       | 2      |
|                       | Liste Union pour un seul but : le changement pour le développement Parti communiste réunionnais | Paul Vergès         | 58 845      | 29,37       | 2      |
|                       | Liste France Réunion Avenir Divers droite                                                       | André Thien Ah Koon | 34 208      | 17,07       | 1      |
|                       | Pour une majorité de progrès avec le président de la République Parti socialiste                | Wilfrid Bertile     | 27 457      | 13,70       | 0      |
|                       | Liste la Réunion, un héritage à sauvegarder pour nos enfants Divers gauche                      | Joseph Varondin     | 2 148       | 1,07        | 0      |
|                       | Liste de Rassemblement national présentée par le Front national Front national                  | M. Lejeune          | 2 120       | 1,06        | 0      |
|                       | Liste Union pour une même identité nationale Divers droite                                      | Daniel Ramassamy    | 1 708       | 0,85        | 0      |
|                       |                                                                                                 |                     |             |             |        |
| Inscrits              | Inscrits                                                                                        | Inscrits            | 278 793     | 100,00      | 5      |
| Abstentions           | Abstentions                                                                                     | Abstentions         | 71 081      | 25,49       |        |
| Votants               | Votants                                                                                         | Votants             | 207 712     | 74,50       |        |
| Blancs et nuls        | Blancs et nuls                                                                                  | Blancs et nuls      | 7 358       | 3,54        |        |
| Exprimés              | Exprimés                                                                                        | Exprimés            | 200 354     | 96,46       |        |